# 金日成放送大学
金日成放送大学（キム・イルソンほうそうだいがく）は、朝鮮民主主義人民共和国（北朝鮮）が運営する通信制大学。国外同胞向けの意味合いが強い。
1962年11月8日に平壌放送で『金日成放送大学講義』の放送を開始。2004年10月をもって一旦は放送終了し、同年11月8日からは中華人民共和国内に置かれたインターネットサイト経由のオンデマンド配信に切り替えられたが、2009年4月より放送が復活した。

## 講座の内容
- 「偉大な首領金日成同志の抗日革命」
- 「不撓不屈の革命闘士金亨稷[2]先生の生涯」
- 「朝鮮の母康盤石[3]先生の生涯」
- 「抗日の女性英雄金正淑[4]同志」
- 「偉大な首領金日成同志の労作」
- 「偉大な（親愛な）領導者金正日同志の労作」
- 「金正日将軍の先軍政治」
- 「祖国統一に関する朝鮮労働党の政策」
- 「チュチェ（主体）思想特講」

## 周波数
| 放送時間(PYT) | 周波数                                                      |
| ------------- | ----------------------------------------------------------- |
| 04:00〜04:30  | 657kHz、801kHz、855kHz、3320kHz、6160kHz、92.8 MHz、93.6MHz |
| 14:00〜14:30  | 657kHz、801kHz、855kHz、3320kHz、6160kHz、92.8 MHz、93.6MHz |
| 23:00〜23:30  | 657kHz、801kHz、855kHz、3320kHz、6160kHz、92.8 MHz、93.6MHz |

## 講義形式
- 修業年限は2年で、受講後所定の手続きを取ると受講認定がなされる。
- 毎日15分2コマずつ講義が進められ、全講義終了後は初回講義にリピートされる。講義内容は不定期に見直され、予告なく変更される。
- インターネット放送では、音声のみならず画像も利用したオンデマンド放送形式を採ることで、受講者への便宜が図られた。毎日2コマずつ進められる予定で、日曜日、祝祭日と2月中旬から4月中旬までの間は休講となる。

## 韓国当局の対応
韓国政府は、平壌放送に限らず北朝鮮発の総ての対外朝鮮語放送に対し、多重のジャミング（妨害電波）を掛けて自国民が聴取できないようにしている。特に軍事政権下では、『金日成放送大学講義』の受講も命懸けであったが、学生運動家を中心に当局の目を盗んで聴取する一定数のリスナーが存在していた。
インターネット放送開始後は視聴も容易になったため、情報通信部は金日成放送大学を含む『親北サイト』31か所を特定し、2004年11月12日19時（韓国標準時）より韓国内からの接続を遮断した。